# ویرژینی دودیو
ویرژینی دودیو (فرانسوی: Virginie Dedieu‎؛ زادهٔ ۲۵ فوریهٔ ۱۹۷۹) شناگر شنای موزون اهل فرانسه است.
وی همچنین برندهٔ جوایزی همچون لژیون دونور (شوالیه) شده‌است.
وی در مسابقات کشوری و بین‌المللی در مجموع برندهٔ ۵ مدال طلا، ۸ مدال نقره، ۴ مدال برنز شده‌است.